# Jules Caplain-Cortambert
 (mai 2017).
Si vous disposez d'ouvrages ou d'articles de référence ou si vous connaissez des sites web de qualité traitant du thème abordé ici, merci de compléter l'article en donnant les références utiles à sa vérifiabilité et en les liant à la section « Notes et références ».
Oscar Jules Caplain, né le 28 septembre 1857 à Château (Saône-et-Loire) et mort le 5 novembre 1930 à Paris, est un militaire et journaliste français.

## Biographie
Oscar Jules Caplain est le fils de Jules Caplain, négociant et banquier, et de Valérie Dubois. Après son mariage en 1888 avec Mathilde Caroline Eugénie Cortambert, fille du géographe Richard Cortambert, il se fait appeler Caplain-Cortambert.
Il fut l'un des fondateurs de la Revue d'Action française en 1899 avec Henri Vaugeois et Maurice Pujo[réf. nécessaire]. Nationaliste et antidreyfusard, il fut l'un des premiers administrateurs de la revue mais s'éloigna de l'Action française lorsque celle-ci s'affirma totalement monarchiste. Caplain fut un admirateur de Maurice Barrès ; il a laissé quelques études biographiques, notamment, sur Lamartine et quelques personnages d'ancienne noblesse.

## Œuvres
- Jules Caplain. Villebois-Mareuil, son idée, son geste. Lettre du général Mercier. Entrevue de Wonderfontein par le Bon Van Dedem. Notes du Cte P. de Breda,..., Publication : Paris : impr. de F. Levé, (1902)